# Claudius Montanus
Claudius Montanus (sein Praenomen ist nicht bekannt) war ein im 1. Jahrhundert n. Chr. lebender Angehöriger des römischen Ritterstandes (Eques).
Durch ein Militärdiplom, das auf den 13. Mai 86 datiert ist, ist belegt, dass Montanus 86 Kommandeur der Cohors II Thracum war, die zu diesem Zeitpunkt in der Provinz Iudaea stationiert war.